# Спрус-Гроув
Спрус-Гроув (англ. Spruce Grove) — місто в Канаді, у провінції Альберта, у складі муніципального району Паркленд.

## Населення
За даними перепису 2016 року, місто нараховувало 34066 осіб, показавши зростання на 30,2%, порівняно з 2011-м роком. Середня густина населення становила 1 057,9 осіб/км².
З офіційних мов обидвома одночасно володіли 2 025 жителів, тільки англійською — 31 755, тільки французькою — 10, а 45 — жодною з них. Усього 2,225 осіб вважали рідною мовою не одну з офіційних, з них 45 — одну з корінних мов, а 155 — українську.
Працездатне населення становило 19 300 осіб (74% усього населення), рівень безробіття — 7,8% (8,5% серед чоловіків та 7,1% серед жінок). 89,9% осіб були найманими працівниками, а 8,9% — самозайнятими.
Середній дохід на особу становив $61 362 (медіана $48 600), при цьому для чоловіків — $79 686, а для жінок $43 408 (медіани — $69 064 та $34 094 відповідно).
31,7% мешканців мали закінчену шкільну освіту, не мали закінченої шкільної освіти — 16,4%, 51,9% мали післяшкільну освіту, з яких 26,1% мали диплом бакалавра, або вищий, 50 осіб мали вчений ступінь.
| Статево-вікова структура населення | Статево-вікова структура населення | Статево-вікова структура населення | Статево-вікова структура населення | Статево-вікова структура населення |
| ---------------------------------- | ---------------------------------- | ---------------------------------- | ---------------------------------- | ---------------------------------- |
|                                    |                                    |                                    |                                    |                                    |
| Всього                             | Всього                             | 49,7%50,3%                         |                                    |                                    |
| 0 — 14 років                       | 0 — 14 років                       |                                    | 22,6%                              | 22,6%                              |
| 15 — 64 років                      | 15 — 64 років                      |                                    | 67%                                | 67%                                |
| 65 і більше                        | 65 і більше                        |                                    | 10,4%                              | 10,4%                              |
| 85 і більше                        | 85 і більше                        |                                    | 0,7%                               | 0,7%                               |
| 100 і більше                       | 100 і більше                       |                                    | 0%                                 | 0%                                 |
| Середній вік (років)               | Середній вік (років)               | 34,535,8                           | 35,1                               | 35,1                               |
| Медіана (років)                    | Медіана (років)                    | 33,534,4                           | 34,0                               | 34,0                               |
| — чоловіки — жінки                 |                                    |                                    |                                    |                                    |

| Походження мешканців:     | Походження мешканців:     | Походження мешканців: | Походження мешканців: | Походження мешканців: |
| ------------------------- | ------------------------- | --------------------- | --------------------- | --------------------- |
| Походження                |                           |                       | осіб                  | %                     |
| Корінні американці        | Корінні американці        |                       | 3 330                 | 9.78%                 |
| Інше північноамериканське | Інше північноамериканське |                       | 10 850                | 31.85%                |
| Європейське               | Європейське               |                       | 26 185                | 76.87%                |
| британське                | британське                |                       | 16 965                | 49.8%                 |
| французьке                | французьке                |                       | 4 995                 | 14.66%                |
| українське                | українське                |                       | 4 925                 | 14.46%                |
| Латинськоамериканське     | Латинськоамериканське     |                       | 305                   | 0.9%                  |
| Карибське                 | Карибське                 |                       | 190                   | 0.56%                 |
| Африканське               | Африканське               |                       | 275                   | 0.81%                 |
| Азійське                  | Азійське                  |                       | 1 725                 | 5.06%                 |
| Океанійське               | Океанійське               |                       | 85                    | 0.25%                 |

| Зайнятість населення за галузями (за класифікацією NOC): | Зайнятість населення за галузями (за класифікацією NOC): | Зайнятість населення за галузями (за класифікацією NOC): | Зайнятість населення за галузями (за класифікацією NOC): | Зайнятість населення за галузями (за класифікацією NOC): |
| -------------------------------------------------------- | -------------------------------------------------------- | -------------------------------------------------------- | -------------------------------------------------------- | -------------------------------------------------------- |
|                                                          |                                                          |                                                          |                                                          |                                                          |
| Управління                                               | Управління                                               |                                                          | 11,5%                                                    | 11,5%                                                    |
| Бізнес, фінанси та адміністрування                       | Бізнес, фінанси та адміністрування                       |                                                          | 16%                                                      | 16%                                                      |
| Природничі та прикладні науки                            | Природничі та прикладні науки                            |                                                          | 4,7%                                                     | 4,7%                                                     |
| Охорона здоров'я                                         | Охорона здоров'я                                         |                                                          | 5,9%                                                     | 5,9%                                                     |
| Освіта, правозахист, муніципальні та урядові служби      | Освіта, правозахист, муніципальні та урядові служби      |                                                          | 9,8%                                                     | 9,8%                                                     |
| Мистецтво, культура, відпочинок та спорт                 | Мистецтво, культура, відпочинок та спорт                 |                                                          | 1,8%                                                     | 1,8%                                                     |
| Роздрібна торгівля та послуги                            | Роздрібна торгівля та послуги                            |                                                          | 21,1%                                                    | 21,1%                                                    |
| Гуртова торгівля, транспорт та обладнання                | Гуртова торгівля, транспорт та обладнання                |                                                          | 23,9%                                                    | 23,9%                                                    |
| Природні ресурси, сільське господарство                  | Природні ресурси, сільське господарство                  |                                                          | 2,5%                                                     | 2,5%                                                     |
| Виробництво                                              | Виробництво                                              |                                                          | 2,9%                                                     | 2,9%                                                     |

## Клімат
Середня річна температура становить 2,9°C, середня максимальна – 21,6°C, а середня мінімальна – -19,9°C. Середня річна кількість опадів – 482 мм.
| Клімат поселення                              | Клімат поселення | Клімат поселення | Клімат поселення | Клімат поселення | Клімат поселення | Клімат поселення | Клімат поселення | Клімат поселення | Клімат поселення | Клімат поселення | Клімат поселення | Клімат поселення | Клімат поселення |
| Показник                                      | Січ.             | Лют.             | Бер.             | Квіт.            | Трав.            | Черв.            | Лип.             | Серп.            | Вер.             | Жовт.            | Лист.            | Груд.            |                  |
| Середній максимум, °C                         | −6,9             | −3,26            | 2,14             | 10,62            | 16,94            | 21,14            | 21,58            | 20,78            | 15,54            | 10,08            | 0,78             | −5,28            |                  |
| Середня температура, °C                       | −13,4            | −9,78            | −4,38            | 4,12             | 10,42            | 14,63            | 16,56            | 15,76            | 10,52            | 5,07             | −4,23            | −10,29           |                  |
| Середній мінімум, °C                          | −19,91           | −16,28           | −10,89           | −2,4             | 3,91             | 8,10             | 11,55            | 10,75            | 5,51             | 0,06             | −9,25            | −15,29           |                  |
| Норма опадів, мм                              | 23               | 15               | 18               | 26               | 50               | 85               | 95               | 66               | 43               | 23               | 19               | 19               |                  |
| Середньомісячна швидкість вітру, м/с          | 3.10             | 3.30             | 3.36             | 3.60             | 3.60             | 3.20             | 3.00             | 2.87             | 3.04             | 3.32             | 3.20             | 3.18             |                  |
| Середньомісячна сонячна радіація, кДж/м²·день | 3464             | 6863             | 12161            | 17303            | 20421            | 21905            | 22106            | 18530            | 12628            | 7478             | 3748             | 2531             |                  |
| --------------------------------------------- | ---------------- | ---------------- | ---------------- | ---------------- | ---------------- | ---------------- | ---------------- | ---------------- | ---------------- | ---------------- | ---------------- | ---------------- | ---------------- |
| Джерело:                                      |                  |                  |                  |                  |                  |                  |                  |                  |                  |                  |                  |                  |                  |